# Grandes battures Tailhandier
Les Grandes battures Tailhandier (anciennement île de La Broquerie) sont un cordon d'îles désormais soudées du fleuve Saint-Laurent situées au nord-est de Montréal au Canada dans les îles de Boucherville.

## Géographie
Les Grandes battures Tailhandier font environ 2 750 mètres de longueur et 400 mètres de largeur maximales. Elles sont situées dans le fleuve Saint-Laurent au nord-est de l'île de Montréal. Elles font partie des îles de Boucherville, séparées à l'est de l'île aux Raisins, de l'île de la Commune et de l'île à Pinard par le chenal du Courant et au nord de l'île Tourte Blanche par des bras marécageux plus ou moins inondés, en fonction de la saison, du même chenal.
Le cordon d'îles se trouve sur la rive-Sud de Montréal à l'ouest de la ville de Boucherville à laquelle elle est administrativement rattachée mais ne fait pas partie du parc national des Îles-de-Boucherville. Un phare est implanté à son extrémité sud.

## Histoire
L'origine du nom du chapelet d'îles est liée à Marien Tailhandier dit La Beaume (1665-1738), un Auvergnat, soldat-chirurgien dans la compagnie de Jacques-Pierre Daneau de Muy, venu s'installer en Nouvelle-France en 1685 et qui devient notaire puis juge de la Seigneurie de Boucherville où il vécut, continua à pratiquer la chirurgie, acheta des terres – dont probablement les battures – et mourut à Boucherville,.
En 1984 lors de la création du parc national des Îles-de-Boucherville, les Grandes Battures Tailhandier – qui sont une propriété fédérale de Parcs Canada et gérée par les autorités du port de Montréal – ne sont pas intégrées au parc. Depuis cette période, la cession du cordon d'îles à l'administration du parc est en discussion entre les autorités fédérales, celles provinciales du Québec, la ville de Montréal et la Sépaq, gestionnaire du parc national,.
Les Grandes battures Tailhandier, comme les autres îles de Boucherville n'appartenant pas au parc national, est un lieu de chasse à la sauvagine et au Cerf de Virginie (dont les autorisations dépendent de la province de Québec) ouvert aux seuls détenteurs de permis ; depuis 2020 les autorités portuaires montréalaises tentent d'interdire cette pratique alors que l'accès aux battures était déjà largement limité depuis 2012.

## Faune et flore
En raison de ses herbiers inondables, les Grandes battures Tailhandier sont un lieu de frai des poissons que les autorités du port de Montréal essayent de développer par des aménagements (creusement des chenaux reliant les îles pour maintenir un niveau d'eau suffisant durant l'étiage et suppression des colonies de roseaux),. Elles sont aussi un habitat de la Rainette faux-grillon de l'Ouest, une espèce de grenouille menacée et protégée au Canada, ainsi qu'un site de colonies d'Hirondelles noires.